# Жак Александр Сезар Шарль
Жак Александр Сезар Шарль (фр. Jacques Alexandre César Charles, 12 листопада 1746, Божансі, Луаре — 7 квітня 1823, Париж) — французький винахідник і вчений. Відомий як винахідник наповненої воднем, або іншим легшим за повітря газом, повітряної кулі, що отримала назву шарльєр — на честь винахідника, на противагу монгольф'єру.
Навчався самостійно. В молодості переїхав до Парижа і поступив на посаду канцелярського службовця в міністерство фінансів. Коли стали відомими досліди Б. Франкліна з блискавкою, Шарль повторив їх зі змінами — настільки цікавими, що сам Франклін приїхав познайомитися з ним і похвально відгукнувся про його здібності.
Професор фізики Жак Шарль вважав, що гаряче повітря для повітроплавання — це не найкраще рішення, адже воно, остигаючи, втрачає підйомну силу, чого не можна сказати про водень, оскільки він завжди легший за повітря. Шарль побудував повітряну кулю із прогумованої тканини (він використовував легку шовкову тканину, змочену розчином каучуку в скипидарі, як оболонку, здатну тривалий час тримати летючий газ) і першим використовував для її наповнення водень. Перший політ зробив сам 27 серпня 1783 року на Марсовому полі в Парижі.
Досліджуючи процеси розширення газів, у 1787 встановив залежність об'єму ідеального газу від температури, цей фізичний закон названий його ім'ям: {\displaystyle P_{1}/T_{1}=P_{2}/T_{2}}. У 1802 році цей закон був знову відкритий Ж. Гей-Люссаком.
Шарль винайшов такі прилади, як мегаскоп і термометричний гігрометр.
Помер Шарль в Парижі 7 квітня 1823.